# 13251 Віо
13251 Віо (13251 Viot) — астероїд головного поясу, відкритий 20 липня 1998 року.
Тіссеранів параметр щодо Юпітера — 3,662.